# The Phantom of Crestwood
 El Fantasma de Crestwood (original: The Phantom of Crestwood) és una pel·lícula estatunidenca de J. Walter Ruben, estrenada el 1932 i doblada al català

## Argument
Una dona pretén retirar-se a viure a Europa, després d'una vida lligada a homes rics i influents. Però abans vol extorsionar tres persones.

## Repartiment
- Ricardo Cortez: Gary Curtis
- Karen Morley: Jenny Wren
- Anita Louise: Esther Wren
- Pauline Frederick: Faith Andes (germana de Priam)
- H.B. Warner: Priam Andes
- Mary Duncan: Dorothy Mears
- Sam Hardy: Pete Harris
- Tom Douglas: Allen Herrick
- Richard Skeets Gallagher: Eddie Mack
- Aileen Pringle: Mrs. Herbert Walcott
- Ivan F. Simpson: Mr. Vayne
- George E. Stone: El Gat
- Robert McWade: Herbert Walcott
- Hilda Vaughn: Carter
- Gavin Gordon: Will Jones